# Balboa Stadium

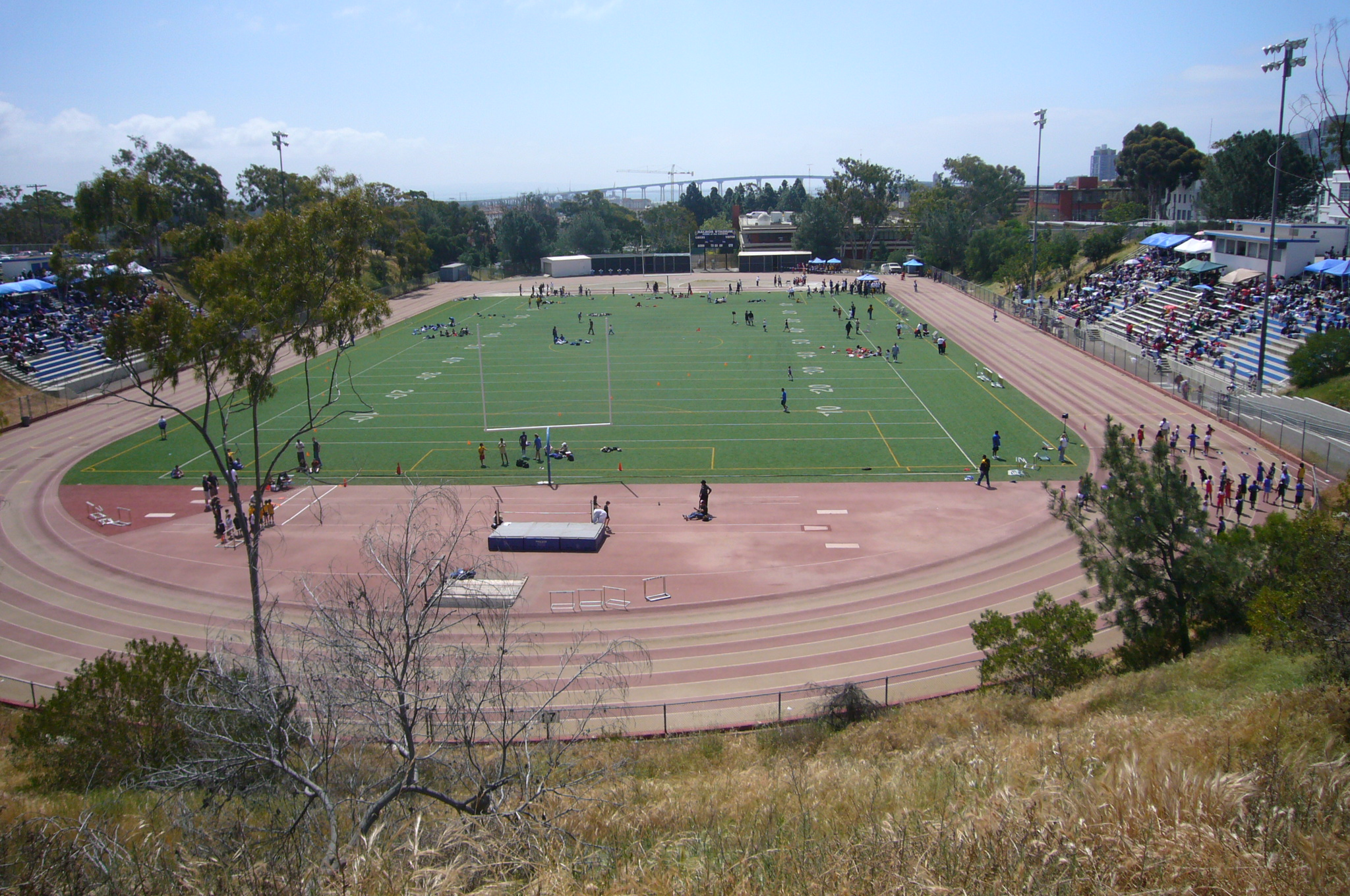
Balboa Stadium

Balboa Stadium – stadion sportowy położony w San Diego. Został zbudowany w 1914 roku. Zaprojektowano go na 15 tys. miejsc, w 1961 doszło jednak do przebudowy w związku z którą powiększono go do 34 tys. miejsc. 19 września 1919 roku prezydent Woodrow Wilson wygłosił na oczach 50 tys. ludzi zgromadzonych na stadionie przemówienie dotyczące powołania Ligi Narodów. 
Występowało tu wiele zespołów i muzyków takich jak: The Beatles, Jimi Hendrix (03.09.1968), The Doors, Jefferson Airplane czy Crosby, Stills, Nash and Young.